# FC Midtjylland
Football Club Midtjylland – duński klub piłkarski z siedzibą w mieście Herning w Jutlandii.

## Historia
Klub powstał w 1999 w wyniku fuzji Ikast FS i Herning Fremad. W pierwszym sezonie występował w 1. division, którą wygrał z wynikiem 76 punktów, więc wywalczył awans do Superligaen. W następnym sezonie zajął 4. miejsce w pierwszej lidze duńskiej, a w kolejnym był trzeci. W 2003 zespół po raz pierwszy awansował do finału Pucharu Danii, w którym przegrał 0:3 z Brøndby IF.
W 2004 ukończono budowę nowego stadionu, MCH Arena. Pierwszy mecz zespół zagrał na nim 27 marca 2004 (6:0 z Akademisk BK, pięć bramek zdobył Mohamed Zidan). W sezonie 2003/2004 Zidan wraz z trzema innymi zawodnikami został królem strzelców ligi duńskiej z wynikiem 19 goli. W sezonach 2006/2007 oraz 2007/2008 klub zdobywał  wicemistrzostwo Danii.
W 2014 właścicielem klubu został Matthew Benham, założyciel firmy specjalizującej się w analizowaniu piłkarzy oraz ich występów. Na podstawie tych analiz wybierani są nowi zawodnicy Midtjylland. Od tej pory klub zaczął odnosić sukcesy – w 2015 po raz pierwszy wywalczył mistrzostwo Danii z przewagą czterech punktów nad FC København. W sezonie 2015/2016 wywalczył awans do fazy grupowej Ligi Europy, w której zajął 2. pozycję, a w 1/16 finału trafił na Manchester United, z którym przegrał w dwumeczu.
W sezonie 2017/2018 Midtjylland ponownie zdobył mistrzostwo kraju. Sezon później wygrał po raz pierwszy rozgrywki Pucharu Danii, pokonując po rzutach karnych Brøndby. W sezonie 2019/2020 wywalczył trzecie mistrzostwo Danii, a w kolejnym awansował do fazy grupowej Ligi Mistrzów. W grupie z Ajaxem, Atalantą i Liverpoolem zajął 4. miejsce. W 2022 zdobył drugi Puchar Danii.
15 sierpnia 2023 poinformowano o przejęciu większościowego pakietu akcji klubu przez jednego z najbogatszych Duńczyków, Andersa Holch Povlsena notowanego przez magazyn "Forbes" na 312. miejscu wśród najbogatszych ludzi świata. W 2024 Midtjylland zdobył czwarte mistrzostwo Danii, a w następnym roku wicemistrzostwo.

## Sukcesy

### Trofea międzynarodowe
| \| \| Zdobyte trofea w rozgrywkach międzynarodowych (stan na: 26-05-2025) \| |                                                                     |      |          |
| Rozgrywki                                                                    | Osiągnięcie                                                         | Razy | Sezon(y) |
| · Liga Mistrzów · (Puchar Europy)                                            | zdobywca                                                            | 0    |          |
| · Liga Mistrzów · (Puchar Europy)                                            | finalista                                                           | 0    |          |
| · Liga Mistrzów · (Puchar Europy)                                            | faza grupowa                                                        | 1    | 2020     |
| Liga Europy (Puchar UEFA)                                                    | zdobywca                                                            | 0    |          |
| Liga Europy (Puchar UEFA)                                                    | finalista                                                           | 0    |          |
| Liga Europy (Puchar UEFA)                                                    | 1/16 finału                                                         | 1    | 2016     |
| Liga Konferencji Europy UEFA                                                 | zdobywca                                                            | 0    |          |
| Liga Konferencji Europy UEFA                                                 | finalista                                                           | 0    |          |
| Liga Konferencji Europy UEFA                                                 | 1/16 finału                                                         | 1    | 2022     |
| FIFA                                                                         | Zdobyte trofea w rozgrywkach międzynarodowych (stan na: 26-05-2025) |      |          |

### Krajowe
| \| \| Zdobyte trofea w rozgrywkach Danii (stan na: 26-05-2025) \| |                                                          |      |                                    |
| Rozgrywki                                                         | Osiągnięcie                                              | Razy | Sezon(y)                           |
| Mistrzostwo                                                       | I miejsce                                                | 4    | 2015, 2018, 2020, 2024             |
| Mistrzostwo                                                       | II miejsce                                               | 6    | 2007, 2008, 2019, 2021, 2022, 2025 |
| Mistrzostwo                                                       | III miejsce                                              | 5    | 2002, 2005, 2012, 2014, 2016       |
| Puchar                                                            | zdobywca                                                 | 2    | 2019, 2022                         |
| Puchar                                                            | finalista                                                | 4    | 2003, 2005, 2010, 2011             |
| Puchar Ligi                                                       | zdobywca                                                 | 0    |                                    |
| Puchar Ligi                                                       | finalista                                                | 1    | 2005                               |
| II liga                                                           | I miejsce                                                | 1    | 2000                               |
| II liga                                                           | II miejsce                                               |      |                                    |
| II liga                                                           | III miejsce                                              |      |                                    |
| Dania                                                             | Zdobyte trofea w rozgrywkach Danii (stan na: 26-05-2025) |      |                                    |

### Indywidualne
- Królowie strzelców Superligaen[8]
  - 2004 – Mohamed Zidan (19 goli, ex aequo z Mwape Mitim, Steffenem Højerem i Tommym Bechmannem)
  - 2015 – Martin Pušić (17 goli)[a]
  - 2020 – Ronnie Schwartz (18 goli)[b]
  - 2023 – Gustav Isaksen (18 goli)

- Nagroda Pokalfighter[12]
  - 2011 – Mikkel Thygesen
  - 2019 – Gustav Wikheim

## Stadion
Klub rozgrywa swoje spotkania na MCH Arena o pojemności 12152 osób. W latach 2004–2009 obiekt nosił nazwę SAS Arena.

## Zawodnicy

### Skład na sezon 2024/2025
Stan na 5 września 2024
| Nr | Poz. | Piłkarz              |
| -- | ---- | -------------------- |
| 1  | BR   | Jonas Lössl          |
| 3  | OB   | Lee Han-beom         |
| 4  | OB   | Ousmane Diao         |
| 5  | PO   | Emiliano Martínez    |
| 6  | OB   | Joel Andersson       |
| 7  | NA   | Franculino Djú       |
| 8  | PO   | Kristoffer Olsson    |
| 10 | NA   | Cho Gue-sung         |
| 11 | PO   | Darío Osorio         |
| 13 | OB   | Adam Gabriel         |
| 14 | NA   | Edward Chilufya      |
| 15 | OB   | Christian Sørensen   |
| 16 | BR   | Elías Rafn Ólafsson  |
| 17 | PO   | Kristoffer Askildsen |
| 18 | NA   | Adam Buksa           |
| 19 | PO   | Pedro Bravo          |

| Nr | Poz. | Piłkarz                      |
| -- | ---- | ---------------------------- |
| 20 | PO   | Valdemar Byskov              |
| 21 | PO   | Denil Castillo               |
| 22 | OB   | Mads Bech Sørensen (kapitan) |
| 24 | PO   | Oliver Sørensen              |
| 25 | NA   | Jan Kuchta                   |
| 29 | OB   | Paulinho                     |
| 30 | BR   | Ovie Ejeheri                 |
| 38 | NA   | Marrony                      |
| 41 | NA   | Mikel Gogorza                |
| 43 | OB   | Kevin Mbabu                  |
| 47 | NA   | Frederik Heiselberg          |
| 53 | NA   | Victor Lind                  |
| 55 | OB   | Victor Bak Jensen            |
| 58 | PO   | Aral Şimşir                  |
| 73 | OB   | Juninho                      |

### Zawodnicy wypożyczeni do innych klubów
Stan na 5 września 2024
| Nr | Poz. | Piłkarz                                                        |
| -- | ---- | -------------------------------------------------------------- |
|    | OB   | Daníel Freyr Kristjánsson (w FC Fredericia do 30 czerwca 2025) |
|    | OB   | Adam Nygaard (w FC Fredericia do 30 czerwca 2025)              |
|    | PO   | Alamara Djabi (w CD Mafra do 30 czerwca 2025)                  |
|    | PO   | Jonatan Lindekilde (w FC Fredericia do 30 czerwca 2025)        |
|    | PO   | Valter Monteiro (w CD Mafra do 30 czerwca 2025)                |

| Nr | Poz. | Piłkarz                                               |
| -- | ---- | ----------------------------------------------------- |
|    | PO   | Obule Moses (w Holstebro Boldklub do 31 grudnia 2024) |
|    | NA   | Alhaji Kamara (w CD Mafra do 30 czerwca 2025)         |
|    | NA   | Ola Brynhildsen (w Molde FK do 31 grudnia 2024)       |
|    | NA   | Júnior Brumado (w Coritiba FBC do 30 czerwca 2025)    |

## Dotychczasowi trenerzy
Opracowano na podstawie:
| Lp. | Imię i nazwisko   | Okres pracy | Okres pracy |
| --- | ----------------- | ----------- | ----------- |
| 1.  | Ove Pedersen      | 1.07.1999   | 30.06.2002  |
| 2.  | Troels Bech       | 1.07.2002   | 31.12.2003  |
| 3.  | Erik Rasmussen    | 1.01.2004   | 30.06.2008  |
| 4.  | Thomas Thomasberg | 1.07.2008   | 11.08.2009  |
| 5.  | Allan Kuhn        | 12.08.2009  | 15.04.2011  |
| 6.  | Glen Riddersholm  | 16.04.2011  | 25.06.2015  |
| 7.  | Jess Thorup       | 12.07.2015  | 10.10.2018  |

| Lp. | Imię i nazwisko   | Okres pracy | Okres pracy |
| --- | ----------------- | ----------- | ----------- |
| 8.  | Kenneth Andersen  | 10.10.2018  | 19.08.2019  |
| 9.  | Brian Priske      | 19.08.2019  | 30.06.2021  |
| 10. | Bo Henriksen      | 01.07.2021  | 28.07.2022  |
| 11. | Henrik Jensen°    | 28.07.2022  | 23.08.2022  |
| 12. | Albert Capellas   | 24.08.2022  | 14.03.2023  |
| 13. | Thomas Thomasberg | 23.03.2023  | obecnie     |

° – tymczasowy trener